# NGC 3159
NGC 3159 ist eine elliptische Galaxie vom Hubble-Typ E2 im Sternbild Kleiner Löwe am Nordsternhimmel. Sie ist schätzungsweise 303 Millionen Lichtjahre von der Milchstraße entfernt und hat einen Durchmesser von etwa 105.000 Lj.

Im selben Himmelsareal befinden sich u. a. die Galaxien NGC 3150, NGC 3151, NGC 3161 und NGC 3163.
Das Objekt wurde am 1. Februar 1886 von Guillaume Bigourdan entdeckt.